# Hiperoksemia
Hiperoksemia – termin medyczny, określający podwyższone ciśnienie parcjalne (PaO2) tlenu w krwi tętniczej, wyznaczone w trakcie gazometrii.
Norma PaO2 wynosi 70 – 116 mm Hg (9,2 – 15,5 kPa), więc stężenie parcjalne tlenu powyżej 116 mmHg świadczy o hiperoksemii, choć w klinice za ten stan uważa się już stężenia przekraczające 100 mgHg
Zobacz:
- hipoksemia
- hipoksja